# Syngastes kunzi
Syngastes kunzi is een eenoogkreeftjessoort uit de familie van de Tegastidae. De wetenschappelijke naam van de soort is voor het eerst geldig gepubliceerd in 1977 door Marcus.